# Ulan Ryskul
Ulan Ryskul (21 de septiembre de 1986) es un deportista kazajo que compitió en judo. Ganó una medalla de bronce en el Campeonato Asiático de Judo de 2009 en la categoría de +100 kg.

## Palmarés internacional
| Campeonato Asiático | Campeonato Asiático | Campeonato Asiático | Campeonato Asiático |
| Año                 | Lugar               | Medalla             | Categoría           |
| ------------------- | ------------------- | ------------------- | ------------------- |
| 2009                | Taipéi (Taiwán)     | Medalla de bronce   | +100 kg             |